# Нови Теков
Нови Теков (словац. Nový Tekov) — село, громада округу Левіце, Нітранський край. Кадастрова площа громади — 29.7 км².
Населення 863 особи (станом на 31 грудня 2018 року).

## Історія
Нови Теков згадується 1320 року.

## Географія
Протікає річка Улічка.

## Населення
| Рік:            | 1994. | 2004.    | 2014.   | 2024.   |
| --------------- | ----- | -------- | ------- | ------- |
| Кількість осіб: | 918   | 822      | 854     | 935     |
| Різниця:        |       | -10,45 % | +3,89 % | +9,48 % |

| Рік:            | 2023. | 2024.   |
| --------------- | ----- | ------- |
| Кількість осіб: | 937   | 935     |
| Різниця:        |       | -0,21 % |